# دیمیتری آخشاروموف
دیمیتری دیمیتریی آخشاروموف (ارمنی: Դմիտրի Դմիտրիի Ախշարումով؛  زادهٔ ۱۴ مهٔ ۱۸۲۳ - درگذشته ۶ ژانویهٔ ۱۹۱۰)، نویسنده و پزشک اهل ارمنستان بود.

## زندگی‌نامه
وی در ۲۹ مه [سبک قدیمی: ۱۴ مه] ۱۸۲۳ به دنیا آمد و در سال ۱۸۴۷ از دانشکده مطالعات شرق‌شناسی دانشگاه سن پترزبورگ و در سال؟ از دانشگاه تارتو و در سال ۱۸۶۲ از آکادمی پزشکی نظامی کیروف فارغ‌التحصیل شد. وی مدرک دکترای پزشکی را در سال ۱۸۶۶ کسب نمود. وی عضو حلقه پتراشفسکی بود.  وی در ۲۰ ژانویه [سبک قدیمی: ۶ ژانویه] ۱۹۱۰ در سن ۸۶ سالگی درگذشت.